# زراعة البنكرياس

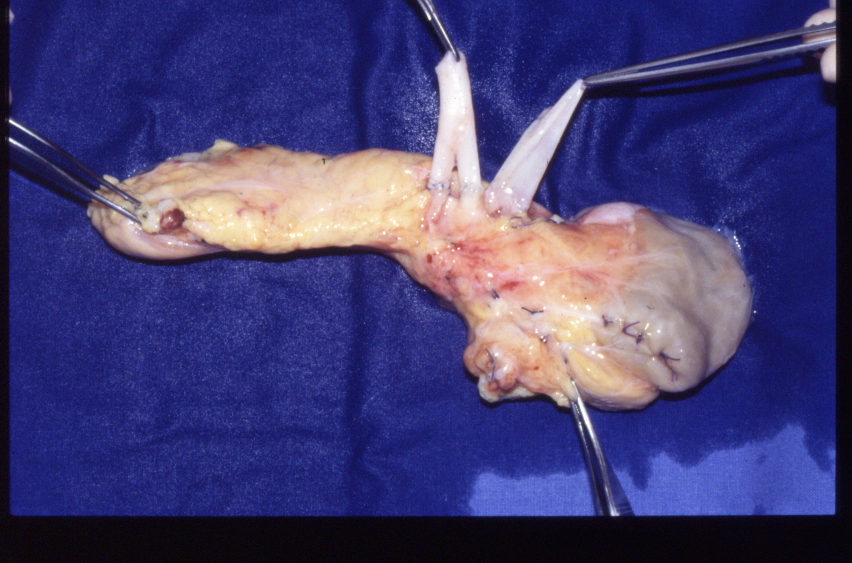
بنكرياس جاهز للزراعة.

زرع البنكرياس (بالإنجليزية: Pancreas transplantation)‏ هي زراعة بنكرياس مأخوذ من متبرع سليم وقادر على إنتاج مادة الأنسولين، داخل جسم شخص مصاب بالسكري. لأن البنكرياس هو عنصر حيوي يساهم في عملية الهضم. يضل بنكرياس الشخص المتلقي للعضو في مكانه وتتم زراعة العضو السليم في مكان مغاير. يتم نقل العضو السليم من شخص متوفي حديثا، أو جزء فقط من بنكرياس متبرع لا يزال على قيد الحياة.

## العمل الجراحي
خلال جراحة زراعة البنكرياس، يتم تلقي بنكرياس من التبرع، والذي يتم إستئصاله من جسم المتبرع عن طريق الجراحة ومن ثم يتم زرعه في جسم المريض المتلقي، بدون إستئصال بنكرياسه الذي لا يعمل.
تدوم زراعة البنكرياس في جسم المريض بضع ساعات من وقت إستئصاله من جسم المتبرع. يجري جراحة إستئصال البنكرياس من جسم المتبرع طاقم من الجراحين والمخدرين. أحيانا، يقوم فريق إضافي بإستئصال أعضاء أخرى مثل الكلى.
يمكن أن يستخدم بيرفلورو الديكالين كوسط لحفظ العضو أثناء عملية زراعة البنكرياس.

## خطورة العملية من زرع النكرياس
هناك خطورة عالية وقد تكون مميتة في عملية يتم زراعة البنكرياس للأشخاص الذين يعانون من مرض السرطان الغير معالج. أو للمصابين بأمراض لا علاج لها، أو المصابين بمرض السل. أو عندهم مضاعفات حادة بالقلب، بالرئتين، أو بالكبد، لأن تلك الأمراض قد تجعل من زراعة البنكرياس خطرة على الحياة.

## العلاج بعد الزرع
بعد زرع بنكرياس يتلقى الشخص الذي أجريت له الزراعة أدوية مضادة للرفض (رفض الجسم للعضو)، لمنع وضع يرفض فيه جهاز المناعة العضو الجديد.
على المريض المرشح لإجراء جراحة زراعة البنكرياس أن يوافق على تناول أدوية مضادة للرفض، ولإجراء فحوصات متابعة، بعد الجراحة على يد أعضاء الطاقم الطبي مدى الحياة.

## وصلات إضافية
- VIDEO - Last 10 years of pancreas transplantation, by Dixon Kaufman, MD, PhD. University of Wisconsin School of Medicine and Public Health, 2011.
- International Pancreas and Islet Transplant Association
- Pancreas transplantation at the University of Illinois at Chicago

## انظر ايضاً
- بنكرياس
- زراعة الأعضاء